# Web.com Tour 2014
De Web.com Tour 2014 was het 25ste seizoen van de opleidingstour van de PGA Tour en het derde seizoen onder de naam Web.com Tour. Het seizoen begon met het Pacific Rubiales Colombia Championship, in februari 2014, en eindigde met het Web.com Tour Championship, in september 2014. Er stonden 25 toernooien op de agenda.

## Kalender
| Data   | Data  | Toernooi                                    | Stad                       | Winnaar              | Score | Score | Info                           |
| ------ | ----- | ------------------------------------------- | -------------------------- | -------------------- | ----- | ----- | ------------------------------ |
| 13-02  | 16-02 | Pacific Rubiales Colombia Championship      | Bogota, Colombia           | Alex Čejka           | 199   | –14   | 54-holes (weersomstandigheden) |
| 06-03  | 09-03 | Chile Classic                               | Santiago, Chili            | Adam Hadwin          | 272   | –16   |                                |
| 13-03  | 16-03 | Brasil Champions                            | São Paulo, Brazilië        | Jon Curran           | 259   | –25   |                                |
| 20-03  | 23-03 | Panama Claro Championship                   | Panama-Stad, Panama        | Carlos Ortiz         | 268   | –12   |                                |
| 27-03  | 30-03 | Chitimacha Louisiana Open                   | Broussard, Louisiana       | Kris Blanks po       | 270   | –14   |                                |
| 10-04  | 13-04 | El Bosque Mexico Championship               | Guanajuato, Mexico         | Carlos Ortiz         | 275   | –13   |                                |
| 24-04  | 27-04 | WNB Golf Classic                            | Midland, Texas             | Andrew Putnam        | 196   | –20   | 54-holes (weersomstandigheden) |
| 01-05  | 04-05 | South Georgia Classic                       | Valdosta Georgia           | Blayne Barber        | 273   | –15   |                                |
| 15-05  | 18-05 | BMW Charity Pro-Am                          | Greer, South Carolina      | Max Homa             | 266   | –20   |                                |
| 22-05  | 25-05 | Rex Hospital Open                           | Raleigh, North Carolina    | Byron Smith          | 268   | –16   |                                |
| 05-06  | 08-06 | Cleveland Open                              | Westlake, Ohio             | Steven Alker po      | 270   | –14   | Nieuw toernooi                 |
| 19-06  | 22-06 | Air Capital Classic                         | Wichita, Kansas            | Sebastian Cappelen R | 262   | –18   |                                |
| 26-06  | 29-06 | United Leasing Championship                 | Newburgh, Indiana          | Greg Owen            | 279   | –9    |                                |
| 03-07  | 06-07 | Nova Scotia Open                            | Halifax, Canada            | Roger Sloan po       | 273   | –11   | Nieuw toernooi                 |
| 10-07  | 13-07 | Utah Championship                           | Sandy, Utah                | Andres Gonzales      | 263   | –21   |                                |
| 17-07  | 20-07 | Albertsons Boise Open                       | Boise, Idaho               | Steve Wheatcroft po  | 260   | –24   |                                |
| 24-07  | 27-07 | Midwest Classic                             | Overland Park, Kansas      | Zack Sucher          | 265   | –19   |                                |
| 31-07  | 03-08 | Stonebrae Classic                           | Hayward, Californië        | Tony Finau           | 258   | –22   |                                |
| 07-08  | 10-08 | Price Cutter Charity Championship           | Springfield, Missouri      | Cameron Percy        | 267   | –21   |                                |
| 14-08  | 17-08 | News Sentinel Open                          | Knoxville, Tennessee       | Martin Piller        | 262   | –22   |                                |
| 21-08  | 24-08 | WinCo Foods Portland Open                   | North Plains, Oregon       | Carlos Ortiz         | 270   | –14   | Nieuw toernooi                 |
| Finals |       |                                             |                            |                      |       |       |                                |
| 28-08  | 31-08 | Hotel Fitness Championship                  | Fort Wayne, Indiana        | Bud Cauley           | 268   | –20   |                                |
| 04-09  | 07-09 | Chiquita Classic                            | Davidson, North Carolina   | Adam Hadwin          | 270   | –18   |                                |
| 11-09  | 14-09 | Nationwide Children's Hospital Championship | Columbus, Ohio             | Justin Thomas po     | 278   | –6    |                                |
| 18-09  | 21-09 | Web.com Tour Championship                   | Ponte Vedra Beach, Florida | Derek Fathauer       | 266   | –14   |                                |

| po = winnaar na play-off |  | R = rookie |